# Ірма
Ірма (італ. Irma) — муніципалітет в Італії, у регіоні Ломбардія, провінція Брешія.
Ірма розташована на відстані близько 470 км на північ від Рима, 95 км на схід від Мілана, 29 км на північ від Брешії.
Населення — 128 осіб (2014).

## Демографія
Населення за роками:

Станом на 1 січня 2023 року в муніципалітеті офіційно проживав 1 іноземець (громадянин Румунії).

## Сусідні муніципалітети
- Бовеньо
- Марментіно